# Loch Fyne (Groenland)
De Loch Fyne is een fjord in het Nationaal park Noordoost-Groenland in het oosten van Groenland.

## Geografie
De fjord is zuid-noord georiënteerd en heeft een lengte van ongeveer 45 kilometer. In het noorden mondt de fjord uit in de Godthåbgolf.
Ten oosten van de fjord ligt het schiereiland Hold with Hope en ten westen het Hudsonland.